# IIHF European Champions Cup 2006
Der IIHF European Champions Cup 2006 der Internationalen Eishockey-Föderation IIHF war die zweite Austragung des als Nachfolger der European Hockey League geltenden Wettbewerbs. Er wurde vom 5. bis 8. Januar 2006 in der Eissportarena im russischen Sankt Petersburg ausgetragen.
Für den IIHF European Champions Cup waren Vertreter aus den sechs besten europäischen Nationen nach der IIHF-Weltrangliste 2005 qualifiziert. Die teilnehmenden Mannschaften kamen aus Schweden, Tschechien, der Slowakei, Russland, Finnland und der Schweiz. Mannschaften aus Deutschland und Österreich hatten sich aufgrund des schlechten Abschneidens der Nationalmannschaft nicht qualifiziert. Im IIHF Continental Cup konnten die Meister und weitere eingeladene Mannschaften der anderen europäischen Ligen teilnehmen.
Insgesamt besuchten 34.300 Zuschauer die Spiele.

## Gruppenphase
In der Vorrunde spielten jeweils drei Mannschaften in zwei Gruppen um den Finaleinzug.

### Ragulin Division
In der Ragulin Division – benannt nach dem ehemaligen sowjetischen Spieler Alexander Pawlowitsch Ragulin – setzte sich der finnische Vertreter Kärpät Oulu mit Siegen über die Konkurrenten HC Davos und Frölunda HC durch und erreichte wie bereits im Vorjahr das Finale.
| 5. Januar 2006 14:30 Uhr | Kärpät Oulu M. Lehtonen (15:56) M. Broš (48:51) M. Broš (58:08) | 3:1 (1:0, 0:1, 2:0) Spielbericht | HC Davos B. Christen (27:15) | Eissportarena, Sankt Petersburg Zuschauer: 2.500 |

| 6. Januar 2006 15:00 Uhr | HC Davos L. Wilson (12:12) L. Wilson (16:55) J. Marha (21:16) B. Hauer (27:49) R. von Arx (43:00) R. von Arx (47:51) | 6:2 (2:0, 2:1, 2:1) Spielbericht | Frölunda HC J. Oduya (23:27) T. Kallio (52:24) | Eissportarena, Sankt Petersburg Zuschauer: 2.500 |

| 7. Januar 2006 15:00 Uhr | Frölunda HC | 0:3 (0:1, 0:1, 0:1) Spielbericht | Kärpät Oulu T. Jaakola (9:39) J. Viuhkola (22:48) M. Pyörälä (59:39) | Eissportarena, Sankt Petersburg Zuschauer: 2.500 |

| Pl. |             | Sp | S | U | N | Tore  | Punkte |
| 1.  | Kärpät Oulu | 2  | 2 | 0 | 0 | 06:01 | 6      |
| 2.  | HC Davos    | 2  | 1 | 0 | 1 | 07:05 | 3      |
| 3.  | Frölunda HC | 2  | 0 | 0 | 2 | 02:09 | 0      |

### Hlinka Division
Die Hlinka Division – benannt nach dem ehemaligen tschechoslowakischen Spieler und Trainer Ivan Hlinka – sah den russischen Vertreter HK Dynamo Moskau mit zwei Siegen souverän das Finale erreichen. Die Mannschaft aus der russischen Hauptstadt setzte sich mit Siegen über den HC Slovan Bratislava aus der Slowakei und den HC Moeller Pardubice aus Tschechien souverän durch.
| 5. Januar 2006 18:30 Uhr | HK Dynamo Moskau A. Wischnjakow (4:50) M. Hrabouski (10:22) M. Hrabouski (48:42) | 3:1 (2:0, 0:0, 1:1) Spielbericht | HC Slovan Bratislava P. Klouda (57:12) | Eissportarena, Sankt Petersburg Zuschauer: 7.400 |

| 6. Januar 2006 18:30 Uhr | HC Slovan Bratislava | 0:2 (0:0, 0:2, 0:0) Spielbericht | HC Moeller Pardubice T. Rolinek (29:19) P. Sýkora (39:32) | Eissportarena, Sankt Petersburg Zuschauer: 1.000 |

| 7. Januar 2006 18:30 Uhr | HC Moeller Pardubice D. Havíř (8:35) | 1:5 (1:3, 0:0, 0:2) Spielbericht | HK Dynamo Moskau M. Hrabouski (1:14) M. Suschinski (4:02) A. Wischnjakow (12:34) S. Wyschedkewitsch (54:25) D. Kuljasch (57:35) | Eissportarena, Sankt Petersburg Zuschauer: 7.900 |

| Pl. |                      | Sp | S | U | N | Tore  | Punkte |
| 1.  | HK Dynamo Moskau     | 2  | 2 | 0 | 0 | 08:02 | 6      |
| 2.  | HC Moeller Pardubice | 2  | 1 | 0 | 1 | 03:05 | 3      |
| 3.  | HC Slovan Bratislava | 2  | 0 | 0 | 2 | 01:05 | 0      |

## Finale
In einem umkämpften Finale kam es zum Aufeinandertreffen der beiden Gruppensieger aus Moskau und Oulu, das Moskau im Penaltyschießen mit 5:4 für sich entschied und somit die Nachfolge des Ligakonkurrenten HK Awangard Omsk antrat, der im Vorjahr die erste Austragung des Wettbewerbs gewonnen hatte.
| 8. Januar 2006 18:30 Uhr | HK Dynamo Moskau A. Charitonow (11:57) M. Suschinski (36:44) M. Hrabouski (44:33) L. Kanareikin (46:42) I. Mirnow (PS) | 5:4 n. P. (1:0, 1:2, 2:2, 0:0, 1:0) Spielbericht | Kärpät Oulu K. Sahlstedt (26:41) J.-P. Haataja (39:58) M. Pyörälä (56:18) V. Ujčík (57:35) | Eissportarena, Sankt Petersburg Zuschauer: 10.500 |

## Statistik

### Beste Scorer
Abkürzungen: Sp = Spiele, T = Tore, V = Vorlagen, Pkt = Punkte, +/- = Plus/Minus, SM = Strafminuten; Fett: Turnierbestwert
| Spieler              | Team   | Sp | T | V | Pkt | +/− | SM |
| -------------------- | ------ | -- | - | - | --- | --- | -- |
| Michail Hrabouski    | Moskau | 3  | 4 | 4 | 8   | +3  | 4  |
| Maxim Suschinski     | Moskau | 3  | 2 | 6 | 8   | +2  | 2  |
| Alexander Charitonow | Moskau | 3  | 1 | 4 | 5   | +3  | 6  |
| Jari Viuhkola        | Oulu   | 3  | 1 | 4 | 5   | −2  | 6  |
| Mika Pyörälä         | Oulu   | 3  | 2 | 2 | 4   | −2  | 2  |
| Landon Wilson        | Davos  | 2  | 2 | 1 | 3   | +1  | 4  |
| Brett Hauer          | Davos  | 2  | 1 | 2 | 3   | +1  | 4  |
| Reto von Arx         | Davos  | 2  | 1 | 2 | 3   | ±0  | 6  |
| Igor Mirnow          | Moskau | 3  | 1 | 2 | 3   | +4  | 8  |
| Ilkka Mikkola        | Oulu   | 3  | 0 | 3 | 3   | +3  | 2  |
| Ari Vallin           | Oulu   | 3  | 0 | 3 | 3   | −1  | 6  |

### Beste Torhüter
Abkürzungen: Sp = Spiele, Min = Eiszeit (in Minuten), GT = Gegentore, SO = Shutouts, Sv% = gehaltene Schüsse (in %), GTS = Gegentorschnitt; Fett: Turnierbestwert
| Spieler          | Team       | Sp | Min    | GT | SO | Sv%   | GTS  |
| ---------------- | ---------- | -- | ------ | -- | -- | ----- | ---- |
| Niklas Bäckström | Oulu       | 3  | 190:00 | 6  | 1  | 94,12 | 1,89 |
| Ján Lašák        | Pardubice  | 2  | 118:53 | 4  | 1  | 93,33 | 2,02 |
| Jonas Hiller     | Davos      | 2  | 120:00 | 5  | 0  | 91,23 | 2,50 |
| Sergei Swjagin   | Moskau     | 3  | 154:03 | 6  | 0  | 88,89 | 2,34 |
| Pavol Rybár      | Bratislava | 2  | 120:00 | 5  | 0  | 87,18 | 2,50 |

## Auszeichnungen
Spielertrophäen

| Auszeichnung         | Spieler           | Team             |
| -------------------- | ----------------- | ---------------- |
| Wertvollster Spieler | Maxim Suschinski  | HK Dynamo Moskau |
| Bester Torhüter      | Niklas Bäckström  | Kärpät Oulu      |
| Bester Verteidiger   | Brett Hauer       | HC Davos         |
| Bester Stürmer       | Michail Hrabouski | HK Dynamo Moskau |

All-Star-Team

| Angriff:      | Maxim Suschinski – Michail Hrabouski – Jari Viuhkola |
| Verteidigung: | Brett Hauer – Mikko Lehtonen                         |
| Tor:          | Niklas Bäckström                                     |

### Siegermannschaft
| European-Champions-Cup-Sieger HK Dynamo Moskau | Torhüter: Witali Jeremejew, Oleg Romaschko, Sergei Swjagin Verteidiger: Dmitri Bykow, Leonid Kanareikin, Jewgeni Koroljow, Denis Kuljasch, Alexander Rjasanzew, Jakow Rylow, Sergei Wyschedkewitsch Angreifer: Alexander Charitonow, Michail Hrabouski, Dmitri Kasionow, Jegor Michailow, Igor Mirnow, Václav Pletka, Konstantin Romanow, Pavel Rosa, Wadym Schachrajtschuk, Dmitri Schitikow, Alexander Skugarew, Maxim Suschinski, Albert Wischnjakow Cheftrainer: Wladimir Krikunow |